# 天野順一
天野 順一（あまの じゅんいち）は、日本の実業家。元日本ユニシス株式会社代表取締役社長。

## 人物・経歴
東京都立西高等学校を経て、1955年一橋大学経済学部卒業。日米学生会議に参加。1975年ハーバード大学ハーバード・ビジネス・スクール修了。
三井物産株式会社代表取締役副社長を経て、1997年日本ユニシス株式会社代表取締役社長に就任。ユニアデックス、シスコシステムズとの関係強化、日立製作所との間での金融情報システム分野における業務提携などを進めた。